# NK Zavrč
NK Zavrč (celým názvem Nogometni klub Zavrč) byl slovinský fotbalový klub ze Zavrče. Založen byl 12. dubna 1969 jako ŠD Bratstvo Zavrč. Domácím hřištěm je stadion NK Zavrč s kapacitou 1 000 míst (z toho 300 k sezení).